# Come into My Life (album)
Come into My Life to debiutancki album piosenkarki Gala, który został wydany 30 czerwca 1998.

## Utwory na płycie
| №  | Tytuł                                       | Długość |
| -- | ------------------------------------------- | ------- |
| 1  | Keep the Secret                             | 4:26    |
| 2  | Come into My Life                           | 3:27    |
| 3  | Suddenly                                    | 3:58    |
| 4  | Freed from Desire (Slow Version)            | 3:55    |
| 5  | Let a Boy Cry                               | 3:26    |
| 6  | Summer Eclipse                              | 4:58    |
| 7  | Dance or Die                                | 3:23    |
| 8  | Come into My Life (Molella & Phil Jay Edit) | 3:27    |
| 9  | 10 O’Clock                                  | 3:37    |
| 10 | Freed from Desire                           | 3:35    |